# Laurent Van Wetter
Œuvres principales
- Le Pont (Théâtre, Éditions Lansman, 2000)
- Abribus (Théâtre, éd. Lansman, 2003)
- Eduquons-les ! (Théâtre, éd. Lansman, 2012)

Laurent Van Wetter est un auteur, dramaturge et comédien belge francophone, né en 1963.

## Biographie
Laurent Van Wetter se forme auprès de Pierre Laroche au Conservatoire royal de Bruxelles, où il obtient un premier prix d'Art dramatique en 1986. Diplôme de comédien en poche, il rejoint rapidement la distribution de nombreux spectacles produits sur la scène théâtrale belge, notamment : La Maman et la Putain, adapté du film de Jean Eustache, au Rideau de Bruxelles ; Le Procès, adapté du roman de Kafka, au Théâtre de Poche ; Cyrano de Bergerac d'Edmond Rostand à Villers-la-Ville ; Roméo et Juliette de Shakespeare et Les Trois Sœurs de Tchekhov avec la compagnie belge Théâtre en liberté dirigée par Daniel Scahaise, au Théâtre du Vaudeville à Bruxelles.
En 1991, il s'engage dans un cursus de formation à l’Université Libre de Bruxelles, obtenant deux ans plus tard le Certificat européen en écriture et analyse de cinématographiques. Depuis, tout en poursuivant son métier d'acteur sur les planches ou à l'écran, Laurent Van Wetter se consacre à l’écriture théâtrale.
Ainsi, il entame une collaboration avec le metteur en scène Daniel Scahaise pour l'adaptation de deux grands textes : Le Sang des Atrides d’après L’Orestie d’Eschyle et Les Trois Mousquetaires d’après Alexandre Dumas. Les deux spectacles sont montés successivement à partir de 1996, Laurent Van Wetter y intervenant à la fois comme dramaturge et comme comédien.
En 1998, souhaitant monter en français Top Dogs, la satire sociale du dramaturge suisse-allemand Urs Widmer, Franz Marijnen (nl), alors directeur du Théâtre royal flamand de Bruxelles ((nl) Koninklijke Vlaamse Schouwburg, KVS), intègre Laurent Van Wetter à sa distribution de huit comédiens francophones. Le spectacle sillonnera la Belgique durant deux saisons théâtrales.

C'est à cette période que Laurent Van Wetter écrit sa première pièce de théâtre, Le Pont, qu'il présente au concours d’auteurs 1999-2000 organisé par l’Union des Artistes de Belgique. Il en sort lauréat et voit conjointement son texte publié dans le cadre du « Prix SACD-Lansman 2000 ». Dès mars 2000, la pièce est créée par le Bang Bang Théâtre dans une mise en scène de Thierry Waseige, avec son auteur dans la distribution.

Au fil des années, rapidement traduit en plusieurs langues (polonais, hongrois, bulgare et catalan), Le Pont bénéficiera de nombreuses reprises tant en Belgique qu'à l'étranger. Notablement, la pièce est créée en France le 14 octobre 2003 au Théâtre Nanterre-Amandiers par le metteur en scène burkinabé Sotigui Kouyaté, avec Habib Dembélé et Hassane Kouyaté, jouant de la culture africaine comme d’un révélateur des travers de l’occident.
Poursuivant son travail d'écriture, Laurent Van Wetter produit en 2002 Réflexions balistiques, une pièce courte destinée au Festival du monologue : Enfin seul du Théâtre de L’L, à Bruxelles ; un texte qui bénéficiera d'une publication chez Émile Lansman au sein du deuxième recueil de monologues de ce festival. Cette même année, le dramaturge signe l’adaptation française de Personne s’appelle Thérèse, une pièce de théâtre pour deux acteurs sur le thème de la clandestinité et la différence, d’après un texte original de Karin Schoeder, Andréas Goehrt et Alvaro Solar. Créé dans la foulée par la menteuse en scène belge Valérie Joyeux, l’année suivante Laurent Van Wetter intègre la distribution aux côtés de la comédienne Aïssatou Diop.
2003 voit aussi la publication aux Éditions Lansman de Abribus, une pièce à quatre personnages qui sera créé en Belgique cette même année par Étienne Tombeux au Théâtre Le Public, puis en France, trois ans plus tard, par le metteur en scène burkinabè Hassane Kouyaté à la Scène Watteau de Nogent-sur-Marne.
En 2005, pour le Théâtre de Poche de Bruxelles et sa 3e édition des Contes urbains (qui veut explorer cette année-là les méandres de la capitale belge sous l'angle de l'érotisme), Laurent Van Wetter écrit Odyssea, un monologue qui aborde les comportements sexuels de la Communauté bruxelloise. Présenté en fin d'année avec trois autres contes érotiques, le texte est interprété par Benoît Verhaert, dans une mise en scène de Valérie Lemaître,.

### Théâtre
Adaptations
- Le Sang des Atrides d’après l'Orestie d'Eschyle, en collaboration avec Daniel Scahaise, Éditions Le Cri, Coll. Théâtre, Belgique, 1996, 131 p.  (ISBN 2871061777)[7].
- Les Trois Mousquetaires d'après Alexandre Dumas, en collaboration avec Jacques De Decker et Daniel Scahaise, Éditions Le Cri, Coll. Théâtre, Belgique, 1998, 104 p.  (ISBN 2-87106-202-1)[8].
- Personne s’appelle Thérèse d’après un texte original de Karin Schoeder, Andréas Goehrt et Alvaro Solar, 2002[4].

Publications
- Le Pont, Éditions Lansman, Belgique, 2000, 48 p.  (ISBN 2-87282-277-1)
- Réflexions balistiques, (pièce courte) in recueil Enfin seul (Tome 2), Éditions Lansman, Belgique, 2002, 11 p./96 p.  (ISBN 2-87282-364-6)
- Abribus, Éditions Lansman, Belgique, 2003, 40 p.  (ISBN 2-87282-414-6). Republié en 2008, 45 p.  (ISBN 978-2-87282-641-4)
- Où en sommes-nous ?, (pièce courte) in recueil Scènes à deux (Tome 1), Éditions Lansman, Belgique, 2004, 4 p./60 p.  (ISBN 9782872824748)
- Odyssea, (pièce courte) monologue pour les Contes (érotico)-urbains du Théâtre de Poche, Belgique, 2005.

Théâtre jeune public
- Éduquons-les !, Éditions Lansman, Belgique, 2012, 44 p.  (ISBN 978-2-8728-2915-6)
- Les croque-monsieur, (pièce courte) in recueil 10 sur 10 : pièces francophones à jouer et à lire (Tome 1), DramEdition, Późna (Pologne), 2015, 123 p.  (ISBN 9788363414122)
- L'été, de nouveau, (pièce courte) in recueil 10 sur 10 : pièces francophones à jouer et à lire (Tome 2), DramEdition, Późna (Pologne), 2016, 190 p.  (ISBN 9788363414221)

## Théâtre
En tant qu'acteur
- 1985 : Les Bas-fonds de Maxime Gorki, mise en scène de Pierre Laroche, Théâtre  du Grand Parquet
- 1986 : Pravda d’Howard Brenton et David Hare, mise en scène de Adrian Brine, Théâtre national de Belgique
- 1986 : Class enemy de N. Williams, mise en scène de Bernard De Coster, Rideau de Bruxelles
- 1986 : La Tragédie du vengeur, mise en scène de Philippe Van Kessel, Atelier Sainte-Anne
- 1988 : Rilha de Nacer Nafti, mise en scène de Gennaro Pitisci, Théâtre de Banlieue
- 1988 : Café Panique de Roland Topor, mise en scène de Jonathan Fox, La Samaritaine (Bruxelles)
- 1988 : Roméo et Juliette de Shakespeare, mise en scène de Frédéric Dussène, Abbaye de Villers-la-Ville
- 1989 : La Maman et la Putain de Jean Eustache, adapté à la scène par Bernard De Coster, Rideau de Bruxelles
- 1990 : Cyrano de Bergerac d’Edmond Rostand, mise en scène de Daniel Scahaise, Villers-la-Ville
- 1990 : Le Retour au désert de Bernard-Marie Koltès, mise en scène de Daniel Scahaise, Rideau de Bruxelles
- 1991 : Le Cabriolet d'Alain Van Crugtem, mise en scène de l’auteur, La Samaritaine (Bruxelles)
- 1992 : Le Livre de Christophe Colomb de Claudel, mise en scène de Daniel Scahaise
- 1993 : Le Procès de Franz Kafka, mise en scène de Richard Lewis, Théâtre de Poche
- 1994 : Meurtre dans la cathédrale de T. S. Eliot, mise en scène de Daniel Scahaise, Cathédrale Saints-Michel-et-Gudule de Bruxelles
- 1994 : L’Homme laid (The Ugly Man) de Brad Fraser, mise en scène de Dominique Haumont, Théâtre de Poche
- 1994 : La Résistible Ascension d'Arturo Ui de Brecht, mise en scène de Daniel Scahaise
- 1995 : Roméo et Juliette de William Shakespeare, mise en scène de Frédéric Dussène, Abbaye de Villers-la-Ville
- 1996 : Les Trois Sœurs de Tchekhov, mise en scène de Daniel Scahaise, Théâtre du Vaudeville à Bruxelles
- 1996 : Le Sang des Atrides d'après Eschyle, mise en scène de Daniel Scahaise, Théâtre du Vaudeville à Bruxelles
- 1996 : La Visite de la vieille dame de Friedrich Dürrenmatt, mise en scène de Daniel Scahaise, Théâtre du Vaudeville à Bruxelles
- 1998 : Les Trois Mousquetaires d’Alexandre Dumas, mise en scène de Daniel Scahaise
- 1998-1999 : Top Dogs d'Urs Widmer, mise en scène de Franz Marijnen (nl), Théâtre royal flamand de Bruxelles (KVS), Théâtre Jean Vilar de Louvain-la-Neuve[3]
- 2003 : Personne s’appelle Thérèse, adaptation de Laurent Van Wetter, mise en scène de Valérie Joyeux, Rencontres théâtre jeune public de Huy 2003[4].
- 2003 : Un mois à la campagne de Tourgueniev, mise en scène de Michel Bogen, Théâtre Le Public
- 2004 : Mort d'un parfait bilingue de Thomas Gunzig, mise en scène de Benoît Verhaert, Théâtre Varia[9].

## Filmographie

### Cinéma
- 2000 : Que faisaient les femmes pendant que l'homme marchait sur la Lune ? de Chris Van Der Stappen, avec Hélène Vincent et Tsilla Chelton
- 2000 : La Vie sexuelle des Belges - 4e volet : La Jouissance des hystériques de Jan Bucquoy : Laurent
- 2000 : Le Vœu d’éternité de Stéphane Manzone (court-métrage)
- 2006 : Comme tout le monde de Pierre-Paul Renders : Le Présentateur JT
- 2006 : En fanfare de Véronique Jadin (court-métrage)
- 2008 : Matagalpa de Stéphane Bergmans (court-métrage) : Marc
- 2010 : Illégal de Olivier Masset-Depasse : L'inspecteur de l'Office des étrangers
- 2011 : Comme des héros de Véronique Jadin (court-métrage) : Poncelet
- 2016 : La Tour de contrôle infernale d'Éric Judor : Policier Moustachious

### Télévision
- 1999 : Zaïde, un petit air de vengeance (téléfilm) de Josée Dayan : le concierge de l'hôtel
- 2001 : La Colère du diable (téléfilm) de Chris Van Der Stappen
- 2003 : Péril imminent (téléfilm) de Christian Bonnet : L’avocat
- 2006-2009 : Melting Pot Café(Série télévisée), (saison 1, 2 et 3) de Jean-Marc Vervoort et Jean-Luc Goossens : Gérard
- 2012 : À dix minutes des naturistes (téléfilm) de Stéphane Clavier : Docteur Laville
- 2016 : Ennemi public (série télévisée, saison 1, épisode 1 : La Brebis égarée) : Commissaire Jacquemin
- 2017 : Unité 42 (série télévisée, saison 1, épisode 3 : Avatar) : Paul Miller
- 2021 - : Baraki : Pierre-Marie Grandjean

## Doublage

### Cinéma

#### Films
- 2016 : Incarnate : Felix (Tomas Arana)
- 2017 : Double Face : ? (?)
- 2018 : The Spy Gone North : le directeur Ri Myong-un (Lee Sung-min (en))
- 2018 : The Unthinkable : Emil (Yngve Dahlberg)
- 2018 : I Still See You : Robert Calder (Shaun Benson)
- 2021 : Mad Dog (it) : Ludovico Treanni (Nicola Rignanese (it))
- 2022 : Esther 2 : Les Origines : l'inspecteur Donnan (Hiro Kanagawa)
- 2022 : Sick of Myself : Olav (Terje Strømdahl (no))
- 2023 : Le Club des miracles : ? (?)
- 2023 : The Wandering Earth 2 : ? (?)
- 2023 : Les Feuilles mortes : ? (?)
- 2023 : Nightman : ? (?)
- 2023 : One Ranger (en) : Tom Wroth (Gregory Zaragoza)

#### Films d'animation
- 2010 : Naruto Shippuden : Les Liens : Yamato
- 2010 : Naruto Shippuden: The Lost Tower : Yamato
- 2011 : Naruto Shippuden: Blood Prison : Yamato
- 2022 : Unicorn Wars : le commandant Soyeux
- 2023 : Les Aventures de Ricky : Zamano

### Télévision

#### Séries télévisées
- 2011 : Bron : ? (?)
- 2015-2016 : Girlfriends' Guide to Divorce : Dr Harris Campbell (Mark Valley) (saison 2)
- 2016 : Marco Polo : Kasar (Jason Chong) (saison 2)
- 2016 : Feed the Beast : Kevin Mahoney (Fredric Lehne)
- 2016-2017 : Underground : August (Christopher Meloni) (20 épisodes)
- 2018 : Orange is the New Black : l'agent du FBI Daryl Michelson (Ben Jeffrey) (saison 6)
- 2019 : Undercover : Walter Devos (Kris Cuppens) (6 épisodes)
- 2019 : Brassic : ? (?)
- 2019-2021 : The Naked Director : l'inspecteur Michiro Takei (Lily Franky) (14 épisodes)
- 2019-2022 : Blinded (sv) : Björn (Urban Bergsten (sv)) (8 épisodes)
- depuis 2020 : Gangs of London : Charlie Carter (Jude Akuwudike (en))
- 2022 : Les Enquêtes de Kindaichi : Ginzō Kurotaka (Susumu Terajima)
- 2022 : Chantal : ? (?)
- 2022 : El inmortal (es) : ? (?)
- 2022 : The Head : M. Wan (Tom Yang) (saison 2)
- 2023 : The Killing Kind (en) : ? (?)
- 2023 : Mayfair Witches : Dr Norman Keck (Jim Gleason)

#### Séries d’animation
- 2000 : Poochini : Walter White
- 2003-2004 : Astro Boy 2003 : voix additionnelles
- 2005-2006 : Black Cat : voix additionnelles
- 2005-2007 : Zorori le magnifique : voix additionnelles
- 2006 : Air Gear : le professeur Ikitami
- 2006-2008 : Creepie : voix additionnelles
- 2007-2017 : Naruto Shippūden : Yamato
- 2012-2013 : Naruto SD Rock Lee : Les Péripéties d'un ninja en herbe : Yamato
- 2012-2016 : Transformers: Rescue Bots : Quint Quarry
- 2014-2018 : Star Wars Rebels : l'agent Kallus
- 2014-2020[10] : Mike Tyson Mysteries : Robert Redford
- 2015 : BoJack Horseman : Dick Cavett
- 2017 : Fate/Apocrypha : Waver
- 2017 / 2018 : Boruto: Naruto Next Generations : Yamato (épisodes 22 et 73)
- 2018 : Fate/EXTRA Last Encore : Kirei Kotomine (épisode 1)
- 2018-2021 : B The Beginning : le roi
- 2021 : Dr Stone : Stone Wars : voix additionnelles
- 2021 : The Dungeon of Black Company : Goum'un (épisode 11)
- 2021 : Mushoku Tensei : voix additionnelles
- 2021 : Sakugan : voix additionnelles
- 2021 : Les Brigades immunitaires : l'administrateur (épisodes 12 et 13)
- depuis 2021 : The Faraway Paladin (en) : Augustus « Gus »
- 2022 : The Strongest Sage with the Weakest Crest : voix additionnelles
- 2022 : Lycoris Recoil : voix additionnelles
- 2023 : Dr Stone : Kaseki (2e voix)

### Jeu vidéo
- 2023 : Naruto x Boruto: Ultimate Ninja Storm Connections : Yamato et la voix de Ninja Heros

### Sources
- Théâtre au présent-Volume 2: Présentation de 40 pièces 2003-2006 d'auteurs belges francophones , Éditions Lansman, Belgique, 2006, 90 p.  (ISBN 9782872825707)
- Société des auteurs et compositeurs dramatiques (SACD) | Entractes | Moisson des Auteurs : Laurent Van Wetter